# Testament (droit français)
Pour les articles homonymes, voir Testament.
Vous pouvez aider à l'améliorer ou bien discuter des problèmes sur sa page de discussion.
- Il ne cite pas suffisamment ses sources. Vous pouvez indiquer les passages à sourcer avec {{référence nécessaire}} ou {{Référence souhaitée}}, et inclure les références utiles en les liant aux notes de bas de page. (Marqué depuis février 2016)
- Il n’est pas rédigé dans un style encyclopédique. (Marqué depuis mai 2016)

- Archive Wikiwix
- Bing
- Cairn
- DuckDuckGo
- E. Universalis
- Gallica
- Google
- G. Books
- G. News
- G. Scholar
- Persée
- Qwant
- (zh) Baidu
- (ru) Yandex
- (wd) trouver des œuvres sur Wikidata

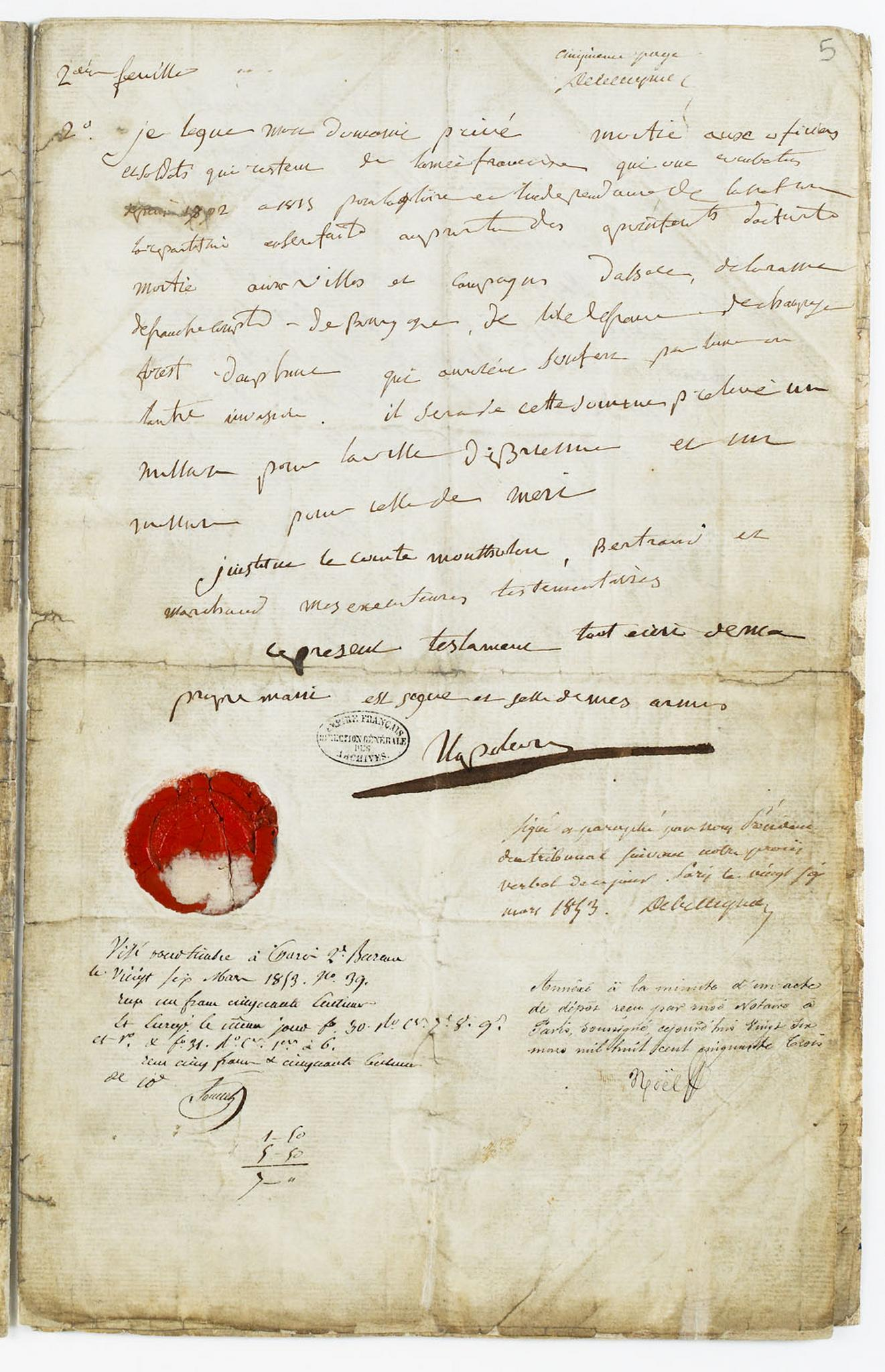
Testament de, Archives nationales AE/I/13-21 a.

En droit français, le testament est un acte par lequel le testateur dispose, pour le temps où il ne sera plus, de tout ou partie de ses biens, et qu'il peut révoquer.
Le testament permet donc de faire, sans contrepartie, un legs, qui ne prendra effet qu'après le décès.
Ses caractéristiques essentielles sont les suivantes :
1) acte unilatéral
2) acte à cause de mort
3) acte révocable
4) acte formel.

## Histoire
Il se répand en Occident avec les testaments de croisade, rédigés par les croisés avant leur départ pour la croisade.[réf. nécessaire] C'est par un testament de croisade que Louis VIII de France, crée les premiers apanages en faveur de ses fils puînés, Alphonse de Poitiers, Robert d'Artois et Charles d'Anjou.[réf. nécessaire]

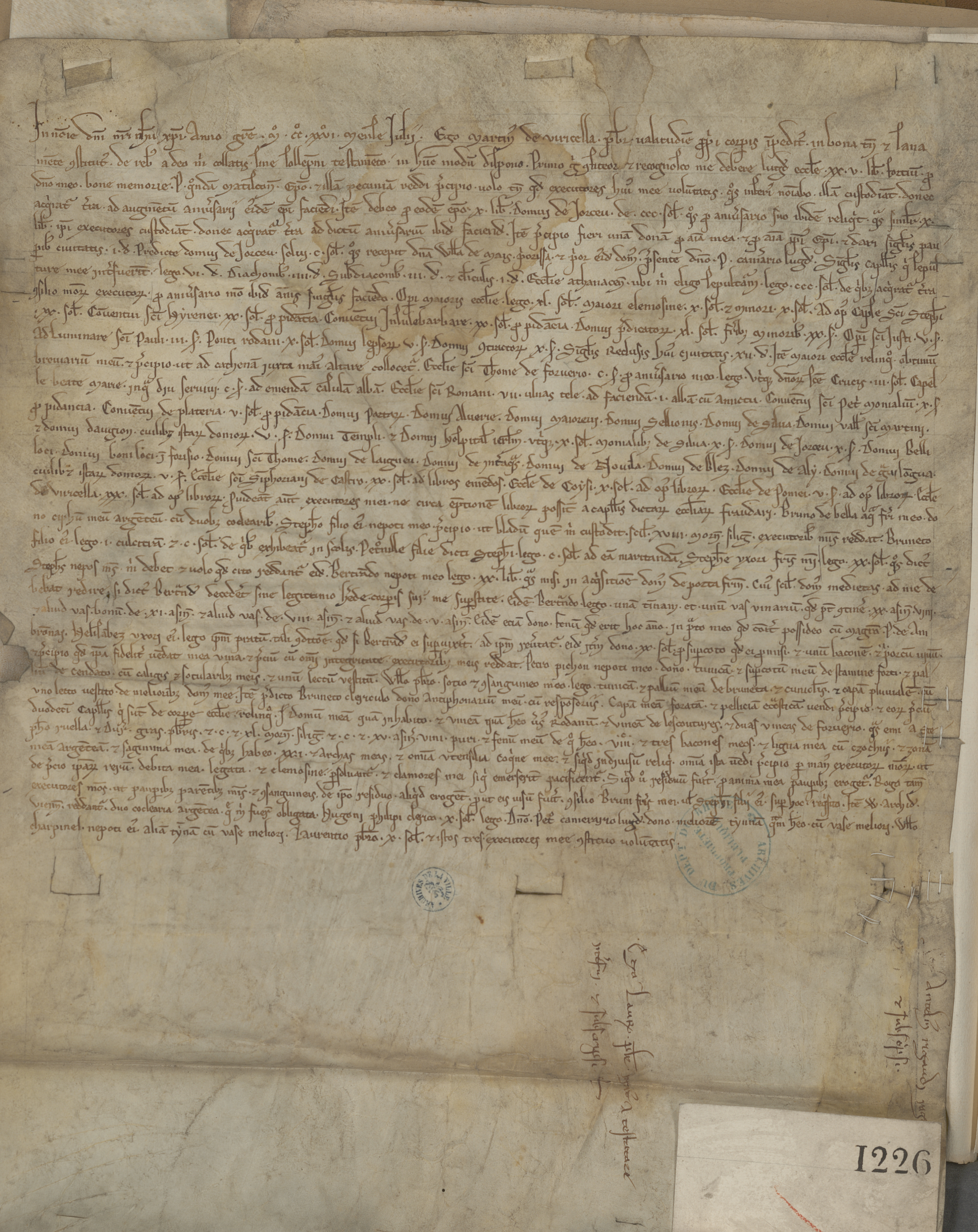
Testament établi par Martin de Viricelle en Lyonnais en 1226.

Au Moyen Âge et à l'époque moderne, le testament est un acte à la fois économique et religieux. Cela se traduit par le choix d'un lieu de sépulture en début d'acte et l'ordonnance de dons en faveur de religieux ou d'institutions charitables. Pour Jacques Le Goff, le testament est un « passeport pour le ciel ». Lisane Lavanchy en donne une lecture socio-économique en écrivant que « les testaments justifient des droits sur les terres des grands propriétaires que sont la noblesse et l’Église ». Marie-Thérèse Lorcin en donne une définition synthétique qui permet de poser de façon très claire la complexité de l’étude du document : « Le testament n’est pas simplement […] un ensemble de clauses pieuses dont l’intéressé choisit le coût et les bénéficiaires. C’est aussi un règlement de succession, dont les dispositions n’ont rien d’automatique ».

## Aspects légaux

### Capacité de tester
La capacité de tester dépend de la capacité civile et de la capacité de discernement.

### Réserve et quotité disponible
Certaines classes d'héritiers, généralement les enfants survivants et le conjoint, jouissent d'une réserve dont ils ne peuvent être privés à moins d'être déshérités. La part de la succession excédant la réserve constitue la quotité disponible.

## Testament en France
Les règles encadrant les testaments sont prévues par les articles 967 et suivants du Code civil français. Dans neuf successions sur dix, il n'y a pas eu de testament. Le testament olographe, le plus simple et le plus courant, contient neuf fois sur dix des omissions, des ambiguïtés ou des imprécisions quand il est fait seul à la maison. Depuis décembre 2013, la presse évoque régulièrement la notion de « testament en ligne », service destiné à faciliter cette démarche.

### Capacité juridique
En principe, il faut être âgé de plus de 18 ans. Toutefois, les mineurs émancipés peuvent établir un testament, et les mineurs âgés de plus de 16 ans peuvent disposer de la moitié de leurs biens.
Les majeurs sous tutelle ne peuvent établir de testament qu'après autorisation du juge des tutelles ou du conseil de famille. En aucun cas, le tuteur ne pourra l'assister ni le représenter à l'acte.

#### Capacité de fait
Il faut de plus être reconnu « sain d'esprit » pour rédiger un testament valable.
En cas de contestation, c'est au juge de décider si le testateur (celui qui a fait le testament) était ou non en pleine possession de ses facultés mentales lors de la rédaction du testament.

### Biens susceptibles d'être légués
Le de cujus ne peut léguer que les biens lui appartenant en propre qui sont susceptibles d'être vendus.
On ne peut pas léguer son nom ou un titre honorifique.

#### Réserve et quotité disponible
Les personnes sans enfants (qui sont les seuls réservataires avec le conjoint survivant, depuis la nouvelle loi de 2007) peuvent disposer de l'ensemble de leurs biens.
Dans le cas contraire, une partie des biens leur revient obligatoirement, la « réserve » (par exemple, pour une personne avec deux enfants, deux tiers de la succession leur revient, un tiers chacun pour les héritiers réservataires, et le troisième tiers est la quotité disponible qu'elle peut répartir à sa convenance).
L'exhérédation de la réserve est impossible. En revanche, la quotité disponible est disposable librement du reste.
Depuis la loi no 2006-728 du 23 juin 2006, portant réforme des successions et des libéralités, en vigueur le 1er janvier 2007, les ascendants ne sont plus héritiers réservataires. Néanmoins, ils bénéficient toujours d'un droit dit « de retour légal », qui leur permet de reprendre les biens donnés au défunt (leur enfant ou petit-enfant), dans la limite des parts héréditaires prévues par la loi (un quart par parent).

#### Répartitions possibles
Plusieurs options existent : 
- faire un legs universel, léguer tous ses biens à une ou plusieurs personnes ;
- léguer des biens à titre universel, léguer une partie des biens à une ou plusieurs personnes, selon une quote-part ;
- faire des legs particuliers, léguer un ou plusieurs biens à une ou plusieurs personnes.

### Différentes formes de testament
Il existe quatre formes de testaments, l'article 968 du Code civil interdisant le testament conjonctif :

#### Testament olographe
C'est la forme de testament la plus courante :
- il est rédigé à la main par le testateur : il ne doit pas être tapé à la machine, même en partie ;
- il est écrit sur papier libre, ou tout support « durable » (peu importe le support de son écriture : papier, linge, vitre, mur, carte postale), daté précisément et signé de la main du testateur[8].

#### Testament authentique
C'est un acte authentique, reçu par deux notaires ou un notaire assisté de deux témoins :
- le testateur dicte le testament, et le notaire l'écrit ou le fait écrire à la main ou mécaniquement ;
- le testament est lu au testateur et signé par ce dernier, en présence du notaire et des témoins, qui le signent ensuite ;
- la rédaction occasionne des frais.

#### Testament mystique
Il s'agit de la combinaison des deux premiers, mais il est peu utilisé :
- le texte est dactylographié ou écrit à la main par le testateur ou une autre personne. Ensuite, il est signé par le testateur et présenté clos et cacheté devant un notaire en présence de deux témoins ;
- le notaire dresse un procès-verbal de la remise ;
- la rédaction occasionne des frais.

#### Testament international
Issu de la Convention de Washington du 26 octobre 1973, en vigueur en France depuis le 1er décembre 1994.
C'est une forme simplifiée rendant inutile le testament mystique. Non limitée aux relations internationales, cette forme peut être utilisée, même sans lien d'extranéité.
Le but est d'instituer une forme testamentaire reconnue valable par le plus grand nombre d'états.
Il y a des formes légales à peine de nullité (formalité solennelle) :
- il est écrit par le testateur ou un tiers. La langue n'importe pas et peut être écrit ou non à la main ;
- devant deux témoins et une personne habilitée à instrumenter (en France, le notaire) : « ceci est son testament et qu'il en connaît son contenu » ;
- il est signé par le testateur.

Il y a des formes légales à peine d'irrecevabilité :
- la date doit être à la fin du testament. La preuve peut se faire par tous les moyens ;
- une personne habilitée doit attester que les formalités ont été respectées : qu'un exemplaire a été fourni au testateur et un autre conservé par le notaire. C'est la preuve de validité ;
- il doit être inscrit au fichier central des dispositions testamentaires.

### Révocation et annulation
Il est possible à tout moment de révoquer ou de modifier un testament.
Pour le révoquer, il faut :
- soit faire un acte de déclaration de changement de volonté devant notaire ; l'acte est reçu par deux notaires ou par un notaire assisté de deux témoins ;
- soit faire un nouveau testament, annulant le précédent, quelle qu'en soit la forme.

S'il y a un testament olographe chez soi, il peut, à tout moment, être détruit (en le déchirant, en le brûlant…). Le bien légué peut aussi être vendu.
La révocation est possible aussi : 
- si le légataire n'exécute pas les charges imposées par le testateur ;
- en cas « d'ingratitude » du légataire à l'encontre du testateur (sévices, injures…).

La demande de révocation est examinée par le tribunal de grande instance du lieu de la succession.
L'annulation du testament est possible : 
- en cas de non-respect des formes (par exemple, testament olographe tapé à la machine, absence de date) ;
- si le testateur n'était pas sain d'esprit ou était incapable juridiquement ;
- si le bénéficiaire n'a pas le droit de recevoir de legs (par exemple, le médecin ayant soigné le testateur).

L'assignation en nullité du testament doit être adressée devant le tribunal de grande instance du lieu de la succession.